# Bőrszínű pókhálósgomba
A bőrszínű pókhálósgomba (Cortinarius malachius) a pókhálósgombafélék családjába tartozó, Európában és Észak-Amerikában honos, fenyvesekben élő, nem ehető gombafaj. 

## Megjelenése
A bőrszínű pókhálósgomba kalapja 4-8 cm széles, kezdetben félgömb alakú, majd domború vagy harangszerű, idősen majdnem laposan kiterül, közepén széles, lapos púppal. Felszíne selymesen szálas vagy nemezes, a szélén finoman pikkelyes. Színe szürkés vagy szürkésbarnás, fiatalon halványlilás vagy kékes árnyalattal; idősen bézs, megszáradva kissé halványabb szürkésbarnás. 
Húsa puha, színe fehéres vagy halvány szürkésfehér, a tönk csúcsán lilás árnyalattal, a tönk tövében sérülésre kissé sárgulhat. Szaga és íze nem jellegzetes, esetleg kissé retekszagú lehet.
Közepesen sűrű lemezei tönkhöz nőttek. Színük fiatalon szürkéslila, szürkéskék, majd szürkésbarna vagy barnás (néha kékes árnyalattal), idősen rozsdabarna. A lemezek éle fogazott, halványabb színű.  
Tönkje 4-9 cm magas és 1-2 cm vastag. A töve bunkósan megvastagodott, 3,5 cm széles is lehet. Felszíne selymes-szálas. Krémszínű, a csúcsán kékesen futtatott; idősen barnul. A fiatal lemezeket védő pókhálószerű, fehér kortina részlegesen a tönkön maradhat. 
Spórapora rozsdabarna. Spórája elliptikus vagy majdnem mandula alakú, finoman és sűrűn szemölcsös, mérete 9-11,5 x 6-7 µm.

### Hasonló fajok
A hagymatönkű pókhálósgomba, a kék pókhálósgomba, a liláslemezű pókhálósgomba hasonlíthat hozzá. 

## Elterjedése és termőhelye
Európában és Észak-Amerikában honos. 
Fenyvesekben él, inkább savanyú talajon. Augusztustól októberig terem. 

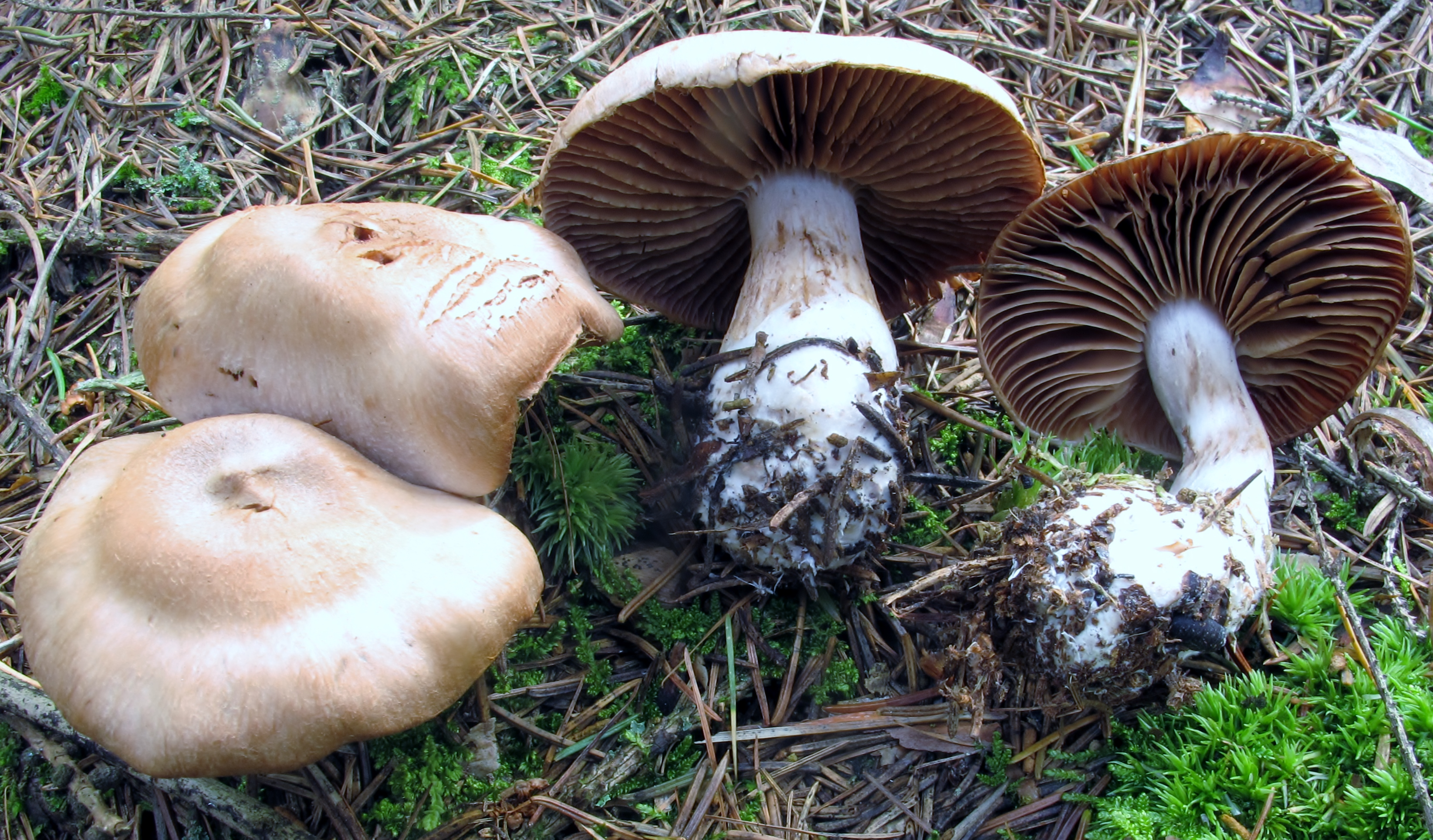
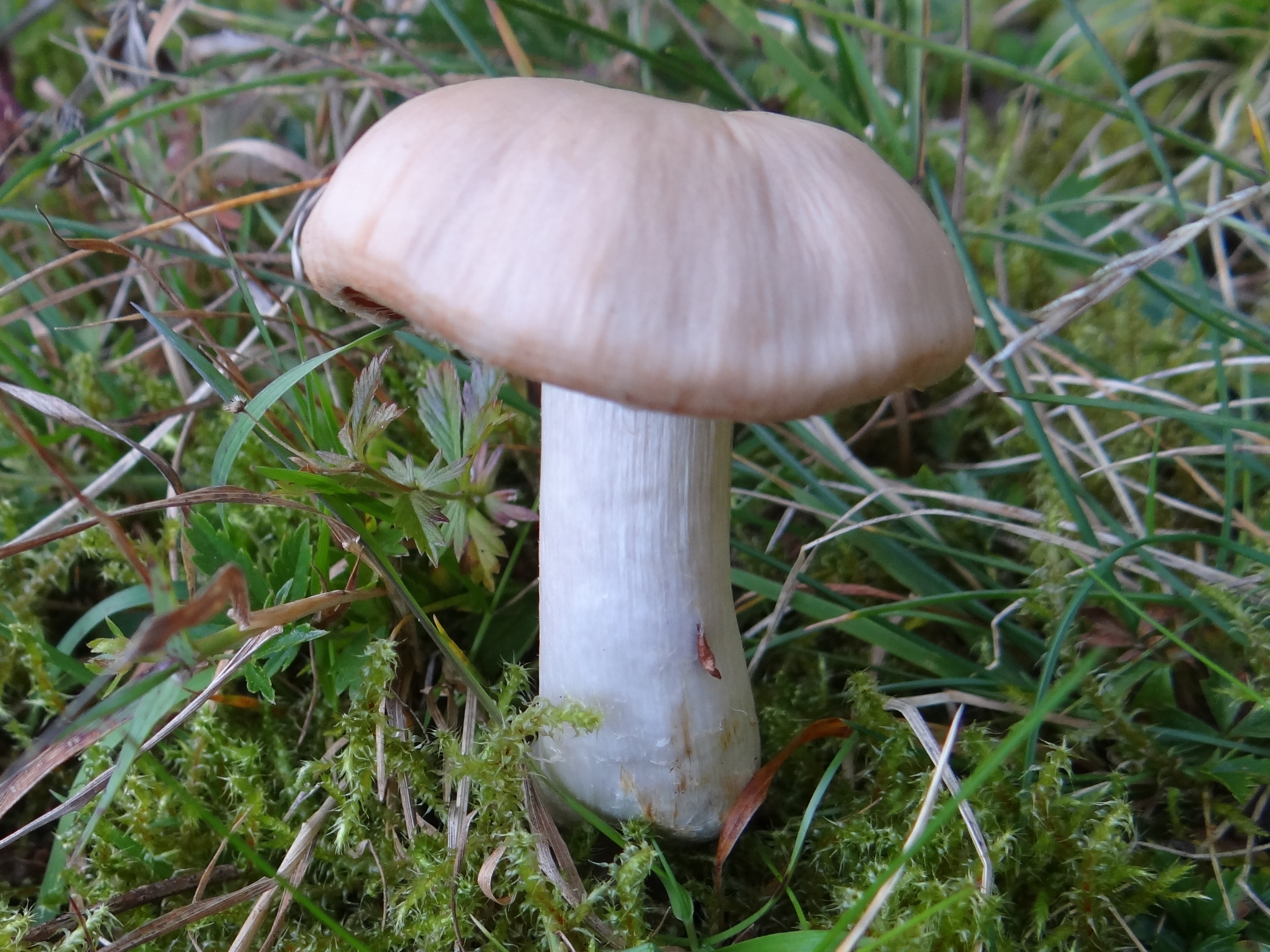
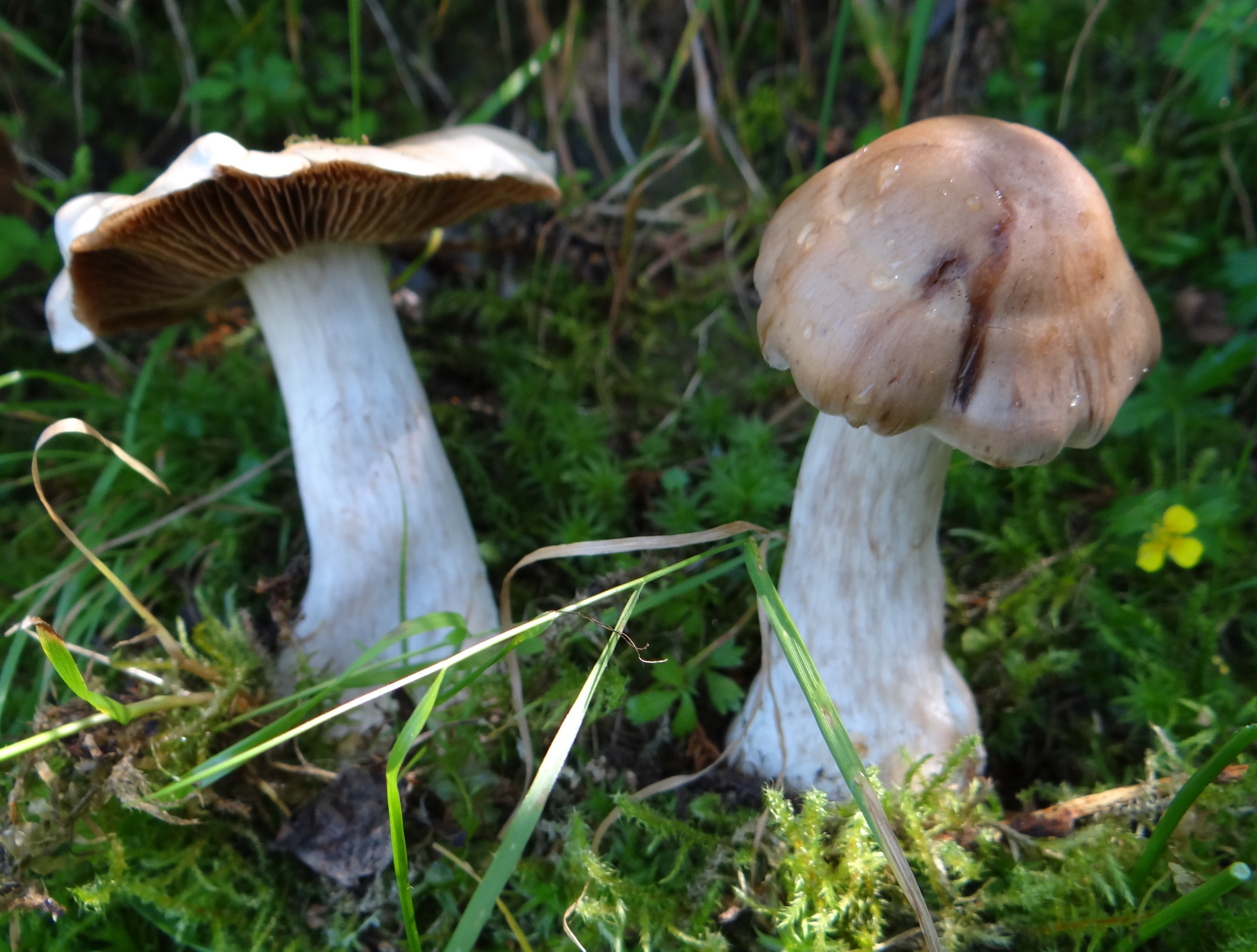
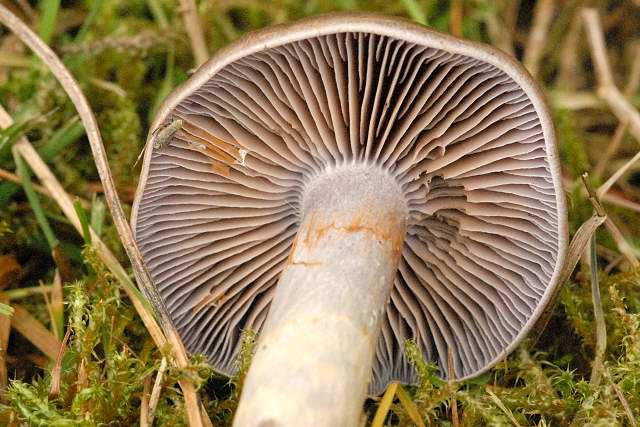

Nem ehető.